# زرنيخيت البوتاسيوم
 زرنيخيت البوتاسيوم  مركب كيميائي له الصيغة AsKO2، ويوجد على شكل مسحوق بلوري أبيض.

## التحضير
يمكن أن يحضر المركب من تفاعل أكسيد الزرنيخ الثلاثي مع بيكربونات البوتاسيوم:
{\displaystyle \mathrm {As_{2}O_{3}+2\ KHCO_{3}\longrightarrow 2\ KAsO_{2}+2\ CO_{2}+H_{2}O} }

## الخواص
يوجد المركب في الشروط القياسية على شكل مسحوق بلوري أبيض اللون، ذي انحلالية ضعيفة نسبياً في الماء.

## الاستخدامات
سابقاً كان زرنيخيت البوتاسيوم يستخدم في تحضير محلول فاولر.